# Puente de la Constitución de 1812
El puente de la Constitución de 1812 es un puente atirantado que cruza la bahía de Cádiz, dando acceso a Cádiz desde el continente, siendo el tercer acceso a la ciudad, después del enlace por el istmo de San Fernando y del puente Carranza. El puente es la continuación de la autopista del Sur, formando parte integrante de la autovía de Acceso a Cádiz, siendo responsable de esta el Ministerio de Transportes y Movilidad Sostenible. El tablero se reparte entre la autovía de doble calzada (dos carriles por sentido) y otra calzada reservada para el transporte público.
El puente se empezó a construir en 2008 y fue abierto el 24 de septiembre de 2015. Una vez inaugurado se convirtió en el puente de mayor longitud de España con 540 metros. Considerando los puentes atirantados sería el tercero de mayor luz de Europa, después del puente de Normandía (856 m) y el de Rio-Antirio (tres vanos de 560 m). La obra total se compone del puente sobre la bahía, con una longitud total de 3092 m, 1440 de los cuales sobre el agua, más el Viaducto Río San Pedro de 796 m. Con los accesos a los puentes, la obra se extiende a lo largo de 5 km.
El proyecto fue redactado por el ingeniero de caminos, canales y puertos Javier Manterola, y ha sido ejecutado por la empresa española Dragados. El costo total del proyecto fue de 511 millones de euros.

## El proyecto de construcción

Localización del nuevo puente respecto a la bahía de Cádiz

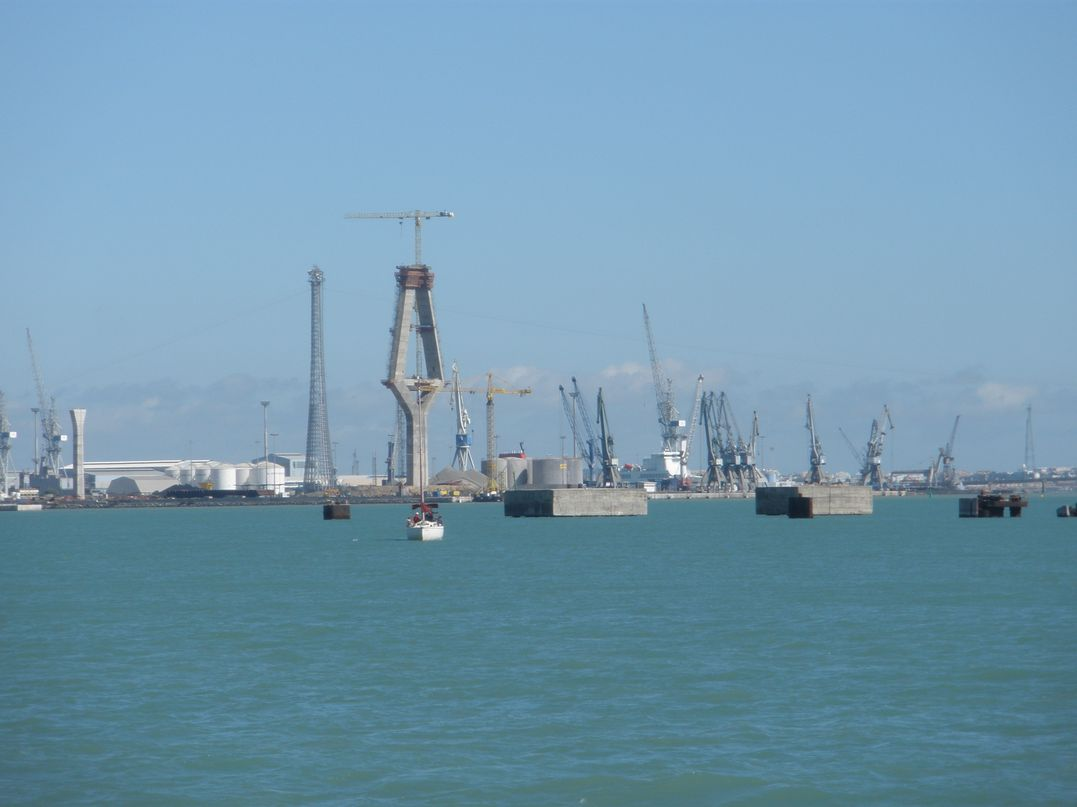
Vista de la construcción desde el puerto de Cádiz

El proyecto de construcción de un nuevo acceso a la ciudad de Cádiz mediante un puente sobre la Bahía tiene su punto de partida en la Orden de Estudio de la Dirección General de Carreteras de abril de 2003 que, a su vez, tenía en cuenta los diversos estudios realizados a partir de 1989. Con este proyecto se pretende dar respuesta a los problemas de saturación de tráfico que vienen padeciendo los accesos a Cádiz desde Puerto Real (puente José León de Carranza y carretera CA-33) con flujos de vehículos que oscilan entre los 29 000 en el caso del Puente y 53 000 en el caso de la CA-33, así como resolver los problemas de comunicación con el área metropolitana de la Bahía y la Red Nacional y Autonómica, además de conseguir una conexión directa con la Red Nacional de Alta Capacidad.
En el anteproyecto se estudiaron tres corredores que desde el enlace de la N-443 en el barrio de San Pedro cruzan la bahía para acceder a Cádiz:
- A. Zona norte de La Cabezuela, atraviesa en línea recta la bahía llegando a la zona de Astilleros en Cádiz, pasando por el borde norte del muelle de La Cabezuela.
- B. El límite de la factoría de Astilleros en Matagorda, y tras pasar por el extremo sur del muelle de La Cabezuela, describe un arco en la bahía para llegar igualmente a la zona de Astilleros en Cádiz, salvando así el canal de navegación, con objeto de disminuir la profundidad del cruce.
- C. Continúa sobre la traza de la N-443, y al llegar a la orilla de la bahía, en el límite sur de Astilleros de Matagorda, la cruza describiendo una S para entroncar con el viario de la ciudad en la zona de Puntales, conectándose con la nueva avenida diagonal y la de la bahía.

En los tres casos se previó una sección transversal de calzadas separadas con dos carriles por sentido, arcenes y mediana.
Con respecto a la estructura de cruce de la bahía, los tres trazados se diseñaron en túnel sumergido. Además, en la alternativa “A” se estudió la solución de puente fijo de gran gálibo, ya que era la única cuya configuración lo permitía de manera natural, al cruzar con una única alineación el canal de navegación y tener un trazado en recta que admitía vanos de gran luz para el paso de buques. Igualmente, se estudiaron tres alternativas de puente: con arco, atirantado y colgante.
Se seleccionó la alternativa “A” con estructura en puente para el cruce de la bahía, por ser la mejor solución para el tráfico urbano en ambos márgenes de la bahía, la de menor inversión, además de considerarse que se integra muy bien, tanto en la planificación urbanística como en el paisaje.
De las diferentes tipologías de puente estudiadas, se seleccionó la atirantada, ya que además de ser la de menor coste es la de concepto estructural más sencillo.

### Trazado
El trazado lo constituye una autovía cuya velocidad de proyecto es de 100 km/h justificándose el carácter urbano del acceso, tal como permite la aprobación del Anteproyecto. El puente atirantado es el tramo más alto con pendiente longitudinal máxima del 5 %. En tierra el puente se desarrolla sobre el polígono industrial de La Cabezuela, liberando de afección al viario existente.
Dispone de dos carriles por calzada para circulación de vehículos, y una calzada especial para el tránsito del transporte metropolitano, con mediana central de 0,8 metros en la que se dispone una barrera rígida y aceras laterales con ancho neto de 1,30 metros, separadas de las calzadas mediante una barrera metálica de alta contención. El ancho total de tablero es de 30,5 metros, excepto en el tramo atirantado donde se amplía a 32,5 metros para alojar los tirantes de suspensión.

## Ejecución de la obra
En 2007 se publicó en el Boletín Oficial del Estado la adjudicación de la construcción a una Unión Temporal de Empresas (UTE), formada por Dragados S. A. y Drace (Construcciones Especiales y Dragados). El proyecto tuvo un presupuesto de 273 millones de euros y su plazo de ejecución se estimaba en 42 meses, aunque finalmente su coste rondó los 510 millones de euros y tuvo un tiempo de ejecución de 8 años.
Los trabajadores de empleo directo fueron más de 500 en las épocas de máxima intensidad.

## Características técnicas

Perfil longitudinal del Puente de la Constitución de 1812

### Descripción general del puente

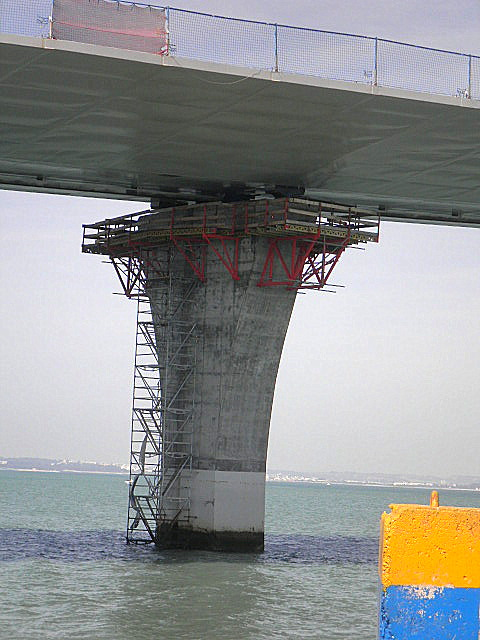
Vista de una pila en el tramo de acceso a Cádiz

De los 39 apoyos, 37 pilas + 2 estribos, 12 son en el mar, todos mediante pilotes in situ de 2 metros de diámetro, con empotramiento en el Plioceno.

### Acceso a Cádiz

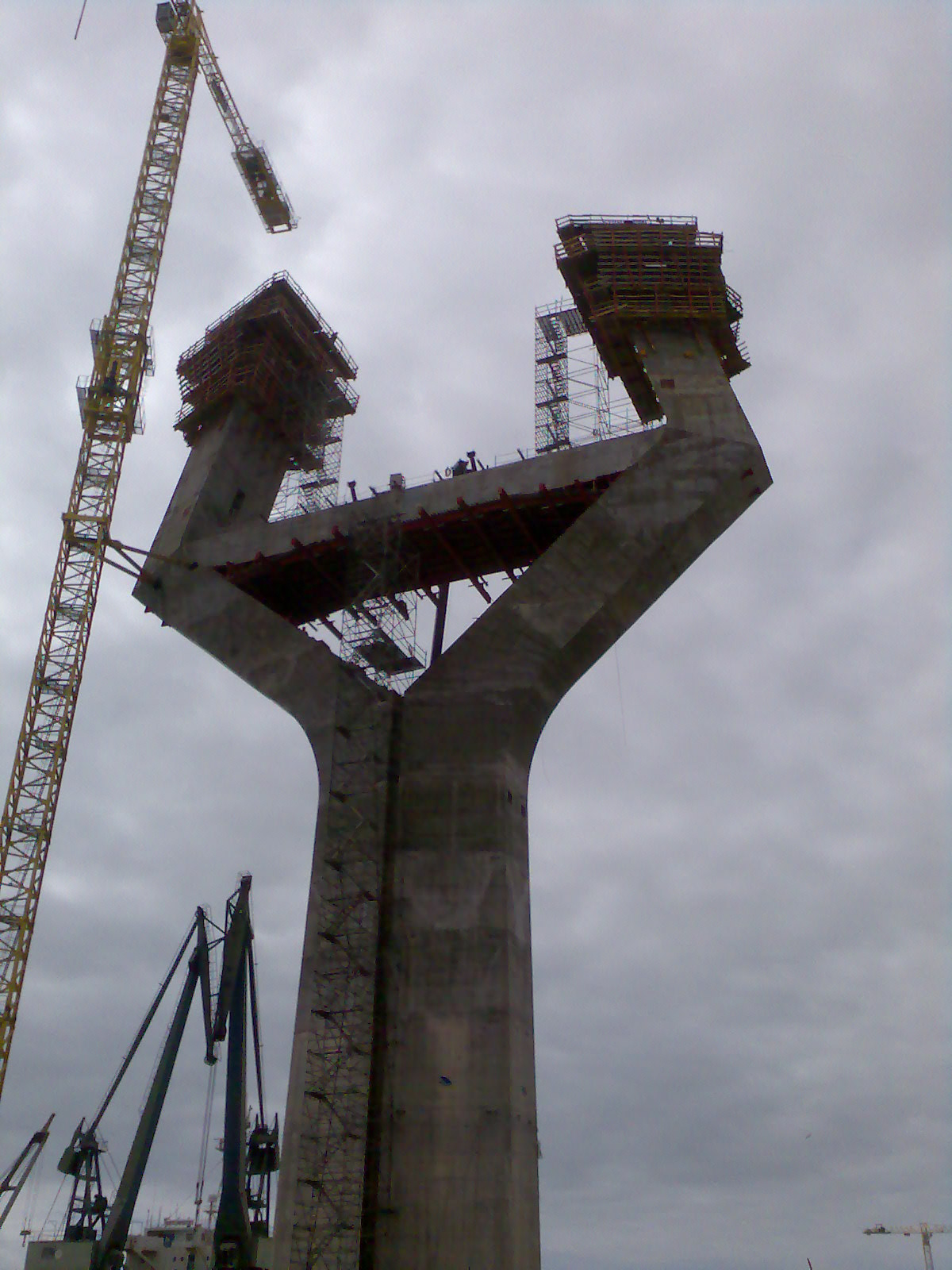
Vista de la torre 13 en construcción, en mayo de 2010.

Su longitud es de 3.1 kilómetros con estructura mixta con losa superior de hormigón con prelosas nervadas. El vano tipo es de 75 metros sobre pilas, que se apoyan en pilotes. Los pilotes son de 30 metros de profundidad, con 4 a 6 pilotes, según la pila. La sección de las pilas están formadas por un doble trapecio hueco con unas anchuras que varían entre 4,00 y 2,9 metros en función de su altura, entre 32,079 metros y 7,804 metros. En la parte superior esta pila se ensancha hasta alcanzar 10,5 metros y poder recoger así los apoyos de neopreno teflón, de 2700 t de carga útil, salvo en la pila 1 que será de 2500 Tm. El tablero es una estructura mixta trapezoidal con una base central de 10 metros y dos caras laterales de 10,25 metros de anchura. El canto total de la sección tiene 3,00 metros, de los cuales la estructura mixta tiene 2,7 m y la losa superior de hormigón 0,3 m de espesor. A lo largo del dintel se disponen una serie de diafragmas transversales. La sección transversal dispone de dos almas centrales. La chapa inferior tiene espesor diferente en los 3 metros laterales que la central de 4,00 metros de ancho. La losa superior está formada por prelosas nervadas, que se apoyan sobre las cabezas superiores de los diafragmas transversales.

### Tramo desmontable

Sección transversal en el tramo desmontable

Debido a la reclamación de los Astilleros de disponer de un paso de gálibo ilimitado (para grandes artefactos, como aerogeneradores marinos), se decide en un primer momento construir un tramo móvil. Al ejecutar un tramo atirantado de gran gálibo se cambió el proyecto para sustituir el tramo móvil por un tramo del tablero desmontable. Este vano sería desmontable por medio de grúas pórtico, tiene una luz libre en horizontal de unos 140 metros y sin limitaciones de gálibo vertical. Las dos pilas (8 y 9) de este tramo son más anchas que las del tramo de Acceso a Cádiz. Esto permite el apoyo de los extremos de la viga por medio de cuatro ménsulas de hormigón armado, localizadas en la parte superior de las pilas.
Es un tablero desmontable de 150 metros de longitud y un peso de unas 4400 toneladas. Biapoyado sobre las pilas 9 y 10 y fabricado en acero, la estructura tiene un canto variable (entre 3 y 8 metros) y losa ortótropa metálica de 33,2 metros de ancho. La sección transversal está constituida por un cajón central de 10 metros de ancho y dos voladizos laterales de 11,6 metros con canto variable. Para el izado y ripado (desplazamiento lateral) del tablero, necesarios para la maniobra del montaje y desmontaje de la estructura, se disponen en ambos extremos de la viga de un sistema de doble ménsula metálica de sección cajón, bajo la que se colocan sendos aparatos de apoyo elastoméricos de neopreno ubicados sobre ménsulas cortas de hormigón armado que sobresaldrán de las pilas.

### Atirantado
Los tirantes parten de dos pilonos metálicos, de color añil, que albergan los orificios por donde se anclan los tirantes. La cimentación está constituida por encepados apoyados sobre 48 pilotes. El fuste de la pila se origina en una sección hexagonal de 14,5 metros de longitud transversal y 9,11 metros de anchura. El hexágono está formado por dos trapecios huecos de dimensión variable, reduciéndose en altura. Las paredes interiores de este hexágono son de 1,8 metros de espesor.
La pila en tierra constituye el apoyo fijo del dintel y se originan fuerzas longitudinales al dintel, transversales a la pila, de hasta 6000 t, que origina un incremento del tamaño del encepado, que se soporta sobre 56 pilotes. La superior tiene forma de diábolo de:
- 85,76 metros de altura con 42 metros de anchura, que sirve para paso al dintel y anclaje de los tirantes.
- 2,9 metros de anchura.
- Longitud variable entre 3,86 m en la parte inferior y 3,14 m en la superior.

Es muy sofisticada y ha sido diseñada bajo una doble perspectiva. En la parte superior de cada pilono se dispone un plumín de grúa que sirve para tareas de mantenimiento del puente. Junto al plumín, se dispone una baliza de reconocimiento nocturno.
El pilono sobre el muelle tiene el encepado de la forma más superficial posible compatible con los servicios existentes, o con la reposición prevista para los mismos, con el fin de minimizar la profundidad de excavación con una pantalla perimetral de tablestacas como elemento de entibación e impermeabilización y un tapón de fondo, previamente al vaciado del recinto, mediante el empleo de la técnica del superjetgrouting de 4 metros de espesor, para empuje pasivo adecuado a la pantalla perimetral e impermeabilizar el fondo de la excavación.

#### Amortiguadores
Todos los tirantes están provistos de amortiguadores, los cuales son de dos tipos:
- Amortiguador tipo IHD de Freyssinet (o similar), que funciona como un gato anular que disipa el rozamiento interno de un material viscoso la energía mecánica de un desplazamiento del tirante cerca del anclaje.
- Amortiguador tipo IRD de Freyssinet (o similar), que constan de tres amortiguadores de pistón dispuestos alrededor del cable, rotulados sobre el collar de compactación del haz de cordones y conectados mediante otra rótula al tubo guía.

#### Pilas principales (pilas 12 y 13)

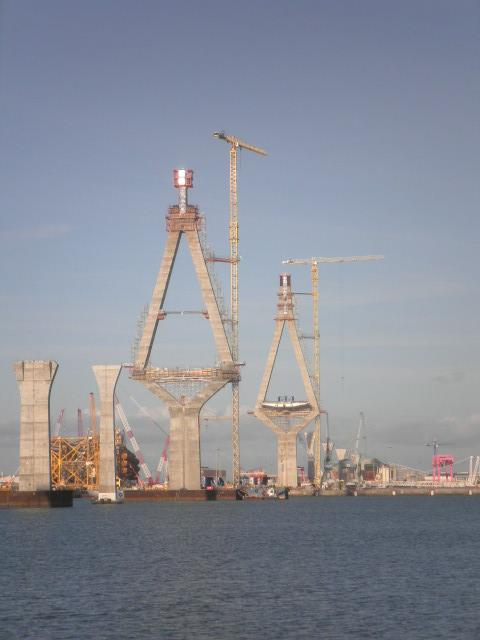
Vista de los dos pilones, en marzo de 2013.

Las dos pilas principales desde las que cuelga el puente son similares, la pila 12, sobre el agua, tiene una altura total sobre el encepado de pilotes de 187,1 m, y la pila 13, situada sobre el muelle de la Cabezuela, tiene una altura de 181,24 m. De cada una de las dos torres principales salen 88 tirantes, cuatro por cada sección transversal.

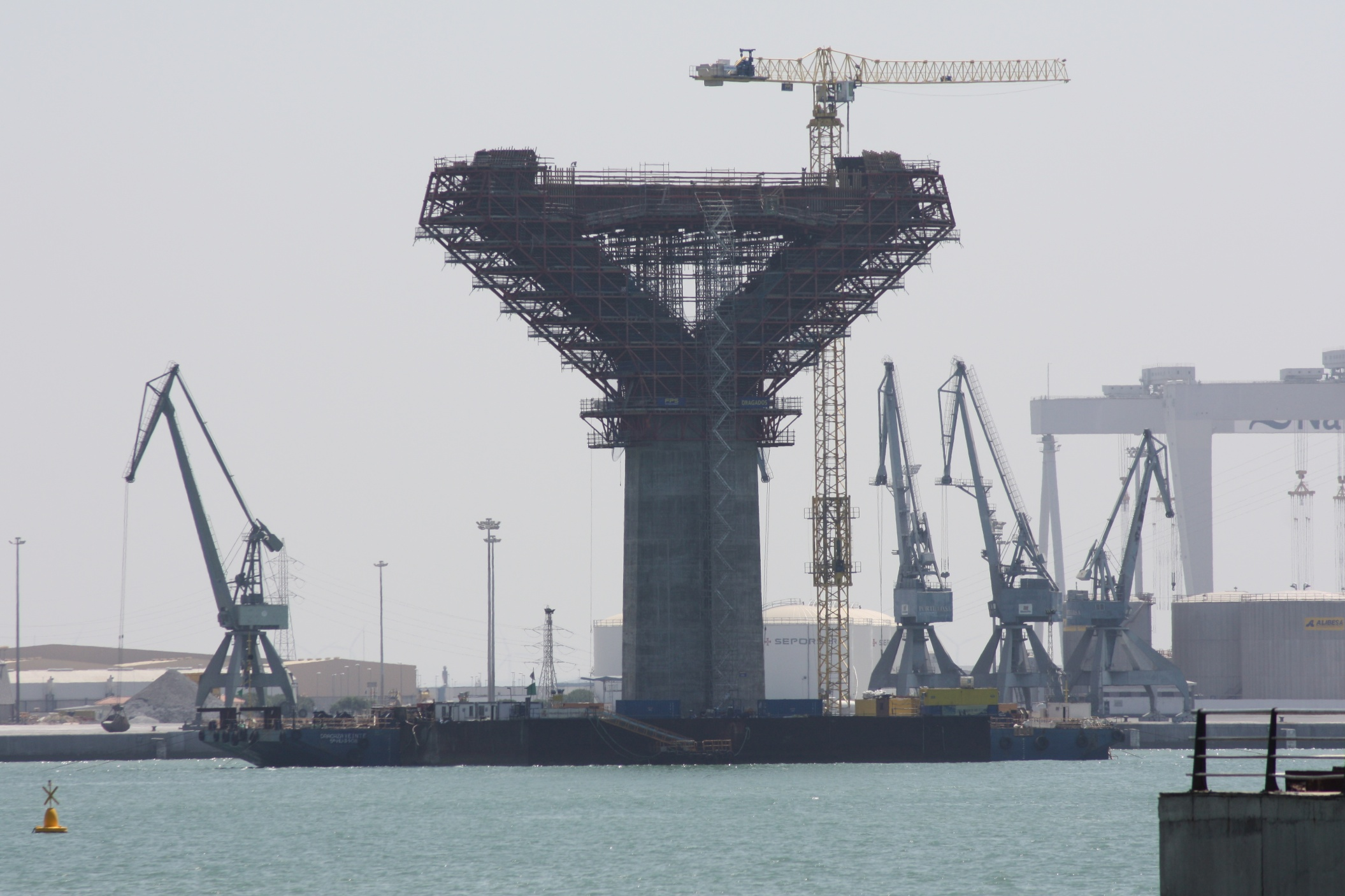
Vista del pilón en tierra en obras

Con sus vanos de compensación, tiene 1180 metros de longitud. El tablero es una sección mixta hormigón-acero
con un canto total de 3 metros, chapa inferior de 10 metros de anchura y dos chapas inclinadas con una anchura que varía entre 10,25 y 11,25 metros. El espesor total de las losa de hormigón es de 0,30 metros, formada por una prelosa nervada de 0,08 metros de espesor y una losa hormigonada in situ de 0,22 metros.
El tablero tiene dos almas intermedias salvo en el vano principal del tramo atirantado se disponen únicamente en los 65 metros próximos a las dos torres. Los diafragmas transversales están separados 5 metros.
Los diafragmas están rigidizados transversal y longitudinalmente y disponen un refuerzo de chapa en los bordes extremos, especialmente solicitados con la presencia de los tirantes. Se han dispuesto pasos de hombre centrales y laterales para hacer visitable todo el tablero. Se disponen pasos de tubo para los colectores del drenaje del tablero.
Todos los paneles de chapas están rigidizados longitudinalmente con rigidizadores cerrados con espesores, dimensiones variables y separaciones diversas adaptados a los distintos espesores de la chapa principal para permitir el máximo aprovechamiento resistente de las mismas a compresión especialmente importante en el tramo atirantado. En todo el tramo atirantado se disponen dos grandes vigas laterales formadas por dos vigas en C armadas, con un canto total de 1,40 metros, que permiten el anclaje de los tirantes al tablero con toda la variación de fuerzas e inclinaciones y la compresión longitudinal al tablero.
Las prelosas son enervadas con un espesor de 8 cm. y una longitud de 4,80 metros con nervios. Su anchura se adapta a la sección.
El tramo central dispone de dos torres atirantadas. El puente tiene un gálibo de 69 metros y es uno de los más altos del mundo. Cuenta con una iluminación para hacerlo más atractivo y también con una luz del vano principal, de 540 metros. Cuenta, además, con otros cuatro espacios, dos junto al puente desmontable y dos en el extremo junto al enlace de Río San Pedro.
Cuenta con dos pilares o torres que se elevan hasta los 180 metros de altura, con 88 tirantes cada uno, soportando un peso del tablero de 2300 toneladas. Los 176 tirantes que literalmente cuelgan de ambas torres ha sido diseñados con una triple protección contra el óxido provocado por el salitre y cada uno cuenta en su interior con otros 80 cables que lo conforman. Las torres tienen forma de Y invertida para permitir el paso del tablero.
Otro aspecto importante es la protección contra el efecto del viento en los vehículos, aumentado por la gran altura que alcanza la infraestructura. El puente dispone de unas pantallas de 3 metros de altura, diseñadas para mitigar aquellos efectos y así proteger al tránsito rodado, evitando que las frecuentes ráfagas transversales previsibles puedan desestabilizar a los vehículos.
No existe un espacio específico para el paso de peatones, pero los empleados de mantenimiento cuentan con un margen para recorrer el puente a pie.
La sección del puente es de dos carriles por calzada con mediana central de 0,8 m en la que se dispone una barrera rígida y aceras laterales con ancho neto de 1,30 m, separadas de las calzadas mediante una barrera metálica de alta contención. El ancho total de tablero es de 30,5 m, excepto en el tramo atirantado donde se amplía a 32,5 m para alojar los tirantes de suspensión.

#### Protección del pilono con Duques de Alba
Se disponen 4 estructuras exentas (Duques de Alba) alineados en un arco de círculo de 61 y de radio de unos 200 metros, dispuestos por el lado de la vía de navegación, cimentadas sobre 8 pilotes verticales metálicos de 1,5 metros de diámetro con una profundidad de 30 metros, coronado en cabeza por dos plataformas pseudotrapeciales, de 11 metros de lado, apoyadas sobre los pilotes de una manera articulada. Las plataformas se sitúan a una cota de 5,6 metros y de 1,6 metros. Se instalan 4 defensas en el panel sobre los dos pilotes exteriores.
En los duques de alba centrales y en los dos extremos se colocarán balizas de luz blanca para permitir el reconocimiento nocturno.

#### Balizamiento del puente
El balizamiento que haya de disponerse en el puente, a efectos de señalización marítima para cruce de buques comerciales y otras embarcaciones en función de la profundidad navegable y del gálibo aéreo necesario para las embarcaciones se disponen en:
- El acceso de embarcaciones deportivas que se dirijan a la dársena del Club Viento de Levante.
- El cruce de otras embarcaciones a vela hacia el interior de la bahía.
- El cruce de buques hacia los astilleros de Puerto Real, o buques de muy alto gálibo aéreo.

El cruce de buques de carga hacia muelles de La Cabezuela, Zona Franca y otras zonas del interior de la bahía está definido, así como los veleros de grandes dimensiones con esloras superiores a 25 metros, con gálibos aéreos hasta los 35-40 metros de mástil, entre ellos el buque Juan Sebastián de Elcano.

## Integración en el entorno

Comparativa entre los tres puentes de mayor luz de España, el Puente de la Constitución de 1812, junto con el Carlos Fdez. Casado y el de Rande.

### Integración en la ciudad de Cádiz
El enlace de Cádiz se configura desde una glorieta situada entre la avenida de la Bahía y las de las Cortes de Cádiz, en la barriada de la Paz. Los carriles con origen y destino en el puente discurren directamente desde el centro de la glorieta con el objetivo de dar más fluidez al tráfico de acceso. El diseño cuenta con un tratamiento paisajístico para integrar la infraestructura en el entorno urbano y realzar la imagen de modernidad de la ciudad, creando 400 metros más de paseos y dotando al espacio de zona verde y de ocio.
La península que se realizó al principio de la obra y que pertenece al estribo del puente se mantiene y da paso al diseño de una zona de paseo, una propuesta realizada por el club náutico Viento de Levante.
Un aspecto decisivo en el desarrollo de esta barriada es la solución que se dé a la plaza de Sevilla y a la carretera industrial, como un segundo eje longitudinal de la ciudad y que podría enlazar directamente con el segundo puente. Hay que recordar que ya existe un proyecto por parte de la Junta de Andalucía para instalar una estación intermodal de autobuses en la plaza de Sevilla, que complemente toda la oferta de transporte con la que cuenta esta parte de la capital: tren, barco (tanto de cruceros como el catamarán de la bahía) y autobús.

### Entrada a Puerto Real
El tramo de acceso a Puerto Real que llega hasta la barriada de Río San Pedro cuenta con 23 vanos, los cuales junto con la disposición de las pilas se han diseñado de forma que absorba al máximo el tráfico denso derivado de las múltiples instalaciones industriales existentes en su margen. Hay que tener en cuenta que toda la zona de La Cabezuela está experimentando un enorme desarrollo gracias a la actividad portuaria, que se verá notablemente favorecida por el dinamismo en las comunicaciones que aportará el segundo puente. Una ventaja fundamental para esta actividad va a ser acercar todas las instalaciones portuarias, incluyendo la futura ampliación de la planta delta.
Una actuación adicional a la del puente, pero que es de gran importancia, es el viaducto entre La Cabezuela y los enlaces de Río San Pedro, que conecta con la red de carreteras existente. Este viaducto adicional tiene 19 vanos atravesados en su parte inferior por diferentes calles y un tablero mixto de acero y hormigón. Entre el punto kilométrico 1,820 y el punto kilométrico final, el puente se desarrolla sobre el polígono industrial de la Cabezuela, liberando la afección al viario existente. En el punto kilométrico 3,160, se desprenden del tronco los ramales del enlace Muelle de la Cabezuela. Este enlace (con disposición de semi-enlace) conecta la autovía desde y hacia Cádiz con una glorieta en la que se unen los viales de los polígonos industriales de la Cabezuela y de Río San Pedro.
Desde el punto kilométrico 3,415 hasta el punto kilométrico 4,210 el trazado se desarrolla en viaducto (denominado Río San Pedro), liberando de ocupación los viales inferiores que se han reordenado para permitir el acceso a la autovía tanto desde el Polígono de Río San Pedro como desde la barriada del mismo nombre, a través de los ramales del enlace con la N-443, que sirve de conexión a su vez con el Polígono del Trocadero, situado al sur de la actuación. Para reponer el vial del polígono que queda afectado por la disposición de las pilas, se dispone un vial bajo el tablero hasta una de las calles transversales del polígono que lo cruza de norte a sur, en el punto donde finaliza el viaducto. La reposición del vial continúa paralela al trazado por su margen izquierda hasta el entorno de la E.R.A.R. de Puerto Real, donde se localiza una glorieta. El final del tramo se establece en la conexión con la CA-36 (clave 40-CA-4030).

## Historia del proyecto

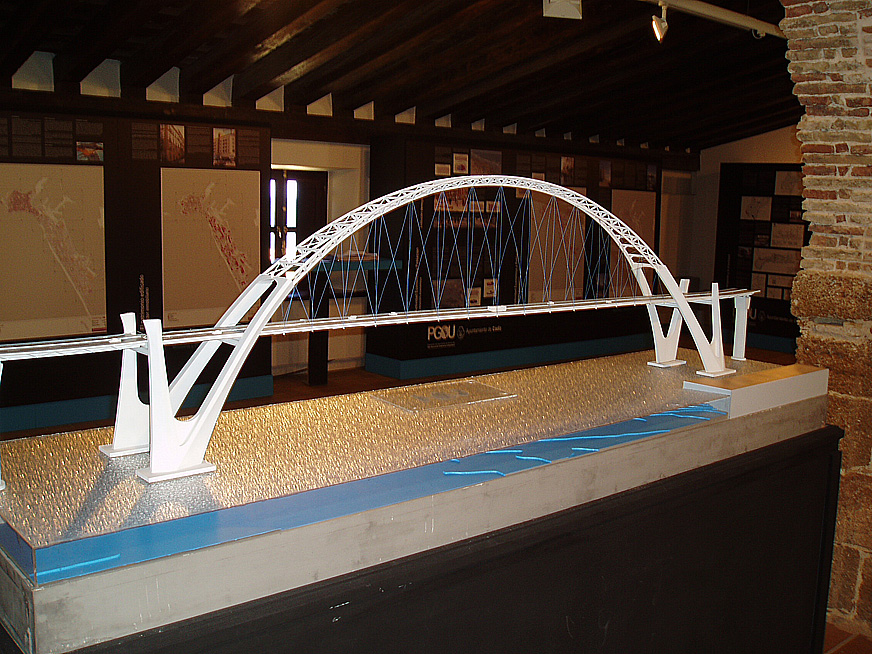
Maqueta del puente según un proyecto anterior

A finales de 1969, ya se estaba hablando de la necesidad de un tercer acceso a la ciudad. Aquel año, tras conocerse que por el puente Carranza, inaugurado en 1969, pasaban 5500 vehículos diarios, el alcalde franquista Jerónimo Almagro reclamó la mejora de las vías de acceso a la ciudad desde el resto de los municipios de la bahía. La enorme transformación de las comunicaciones tras la apertura del puente Carranza animó a seguir por ese camino y buscar nuevas vías de entrada.[cita requerida]
El Ministerio de Obras Públicas de entonces encargó el proyecto para empezar las obras del nuevo acceso a Cádiz y darlas por concluidas en 1975 con un coste de 800 millones de pesetas. Pero aquella idea no fraguó hasta años más tarde debido a la crisis económica de entonces y, cuando el primer alcalde de la etapa democrática, Carlos Díaz, lo retomó.
Durante el gobierno de Felipe González, en 1982, se eliminó el peaje del puente Carranza. El principal problema del gobierno se centró en una reconversión industrial más que en la ejecución de nuevas infraestructuras. Los masivos despidos en las factorías navales de la bahía convirtieron al Carranza en el protagonista de muchas protestas laborales, con continuos cortes de tráfico.
En esa misma etapa, el alcalde gaditano de entonces, Carlos Díaz (también del PSOE) sostuvo que la inclusión de un tercer acceso a Cádiz sería indispensable (incluso más que el soterramiento de la vía del tren en la ciudad). El MOPU rechazó su idea, al considerarlo económicamente inviable. Sin embargo, Díaz logró que se creara una comisión técnica, que dio los primeros pasos viendo cuáles eran las posibilidades de un tercer acceso a Cádiz.
Una de las posibilidades era la construcción de un túnel bajo las aguas de la bahía. Los técnicos la consideraron una alternativa ideal debido a su bajo coste, unos 20 000 millones de pesetas. El túnel conectaría la N-443 con Puntales, aunque los detractores consideraban que no había suficiente suelo en la ciudad para la rampa de salida de este paso subterráneo.
El 24 de diciembre de 1991 el Boletín Oficial del Estado publicó la convocatoria de la redacción del anteproyecto de un nuevo acceso a Cádiz mediante un túnel o un puente. Finalmente se había optado por un puente en arco e incluso llegó a confeccionarse una maqueta en 1994. Pero José Borrell, ministro de Obras Públicas de entonces, decidió paralizar el proyecto por su elevado coste negándose incluso a no presentar la maqueta, a pesar de las reclamaciones de Carlos Díaz.[cita requerida]
La victoria del PP, en 1995, recuperaría con fuerzas la idea del nuevo acceso. Teófila Martínez presionó sin éxito al gobierno de González y ya, desde 1996, al popular José María Aznar para conseguirlo.
El proyecto de la época de Carlos Díaz había encontrado cierto apoyo en el ministro socialista José Borrell, que presentó en 1994 la maqueta del futuro puente. Sin embargo, no se hizo nada y la alcaldesa Teófila Martínez y el nuevo ministro de Fomento, Álvarez-Cascos, se encargaron de presentar el proyecto en 1997, tras el cambio de gobierno un año antes. Ese año, la alcaldesa anunciaba la presentación, "en unos días", del anteproyecto técnico y la inauguración del puente para 2002. Al ganar las siguientes elecciones, en 1999, la alcaldesa manifestó que su máxima prioridad para esos años sería la consecución definitiva del nuevo puente. Al año siguiente, el propio presidente Aznar se comprometió a comenzar las obras en el 2003. Sin embargo, en ese año solo se consiguió terminar la declaración de impacto ambiental. Durante esos años el plan del segundo puente de la bahía fue tomando forma de la mano del ingeniero de Caminos, Canales y Puertos Javier Manterola.[cita requerida]
No fue hasta el 20 de mayo de 2006 cuando la ministra de Fomento, Magdalena Álvarez, presentó el proyecto, firmado por el ingeniero de Caminos Javier Manterola.
La alegaciones de la Autoridad Portuaria y la exigencias de Izar (ahora Navantia) obligaron a Manterola a introducir una serie de cambios importantes que casi duplicaron el coste del proyecto hasta situarlo en 300 millones de euros (decir casi 50 000 millones de pesetas frente a los 800 millones de la antigua moneda que presupuestó en 1971 la corporación municipal):
- Aumento del gálibo en el proyecto hasta los 69 metros, 14 metros más del inicialmente contemplado.
- La longitud total del puente pasó de 2,3 kilómetros a 3,15 kilómetros.
- Pasar de los 2 carriles por calzada que se contemplaban en el anteproyecto a los 3 que se proyectaron de forma definitiva.
- Inclusión de un tramo móvil para que puedan pasar barcos que necesiten mayor gálibo.

## Galería de imágenes

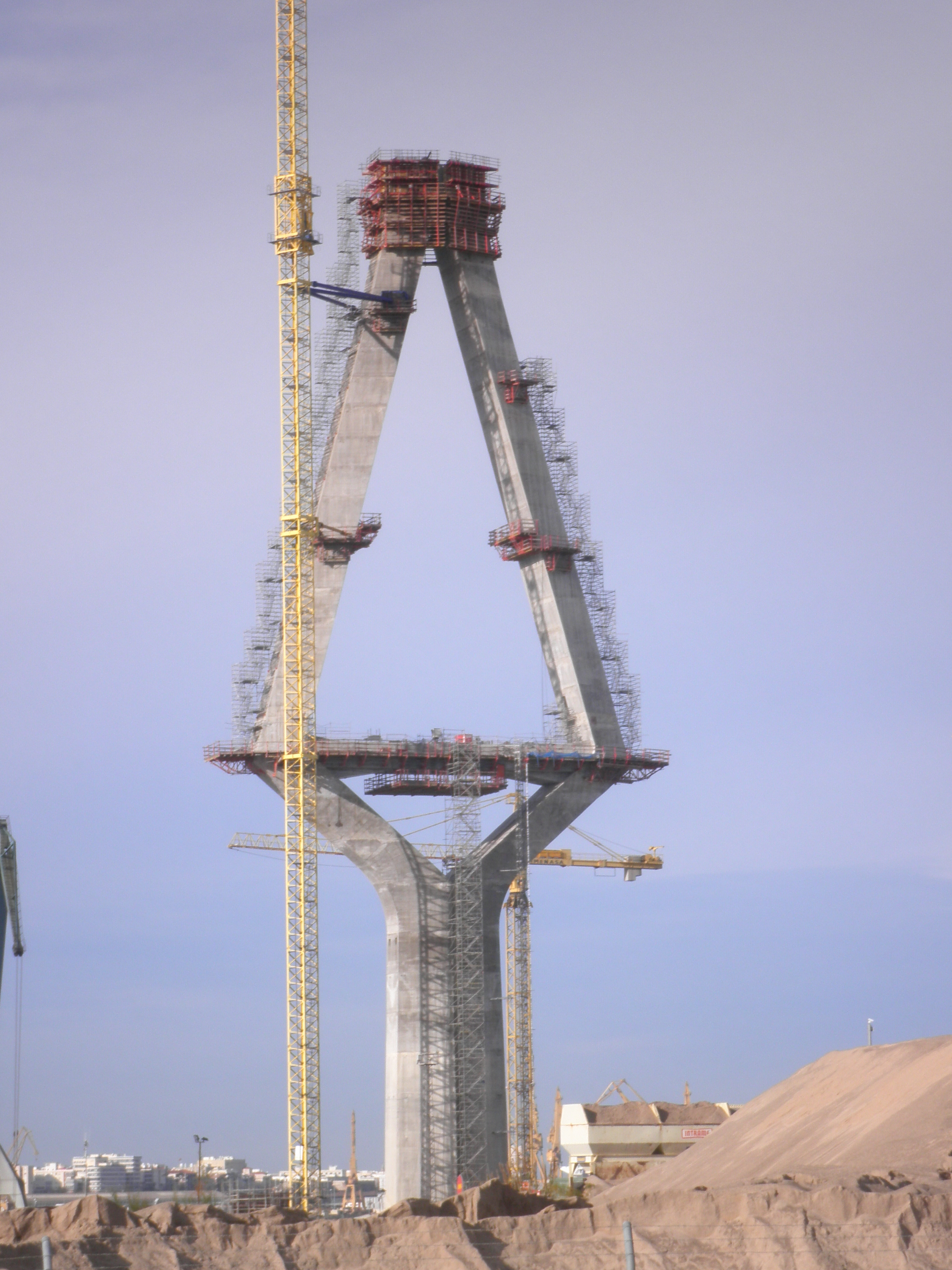
Detalle de la construcción de la torre 13
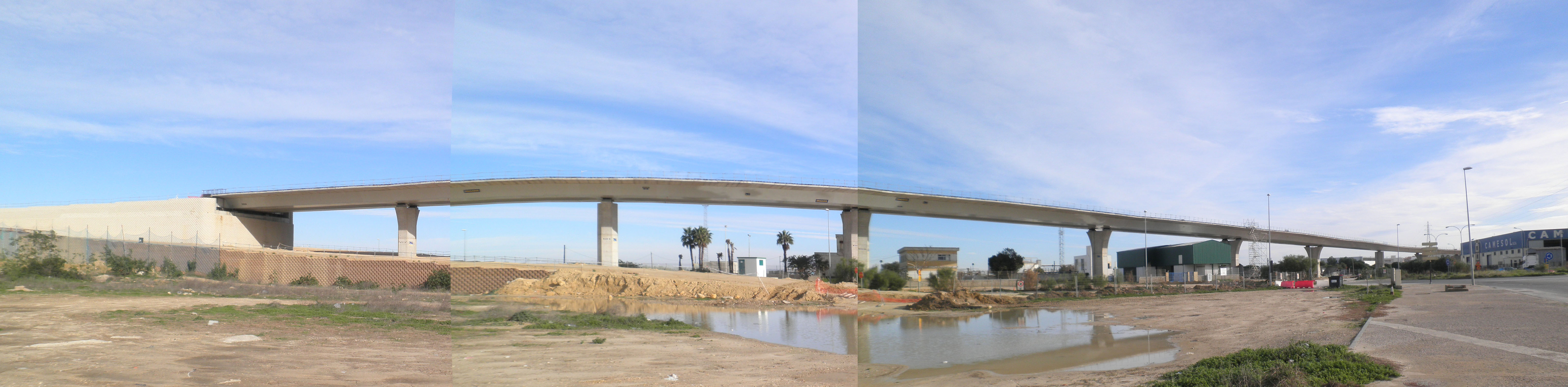
Vista del viaducto del Río San Pedro
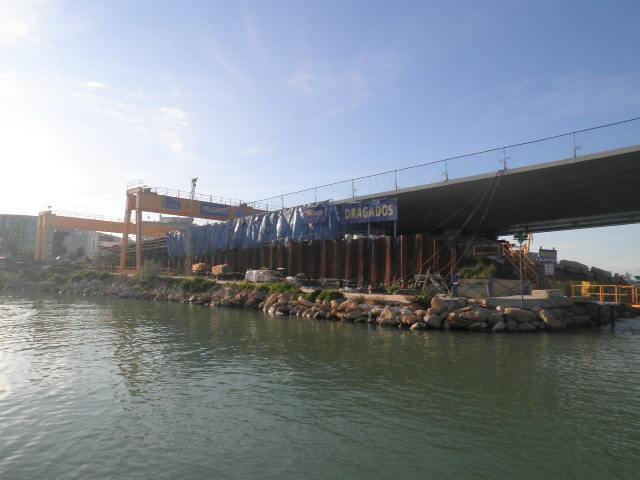
Vista del tramo de enlace a Cádiz
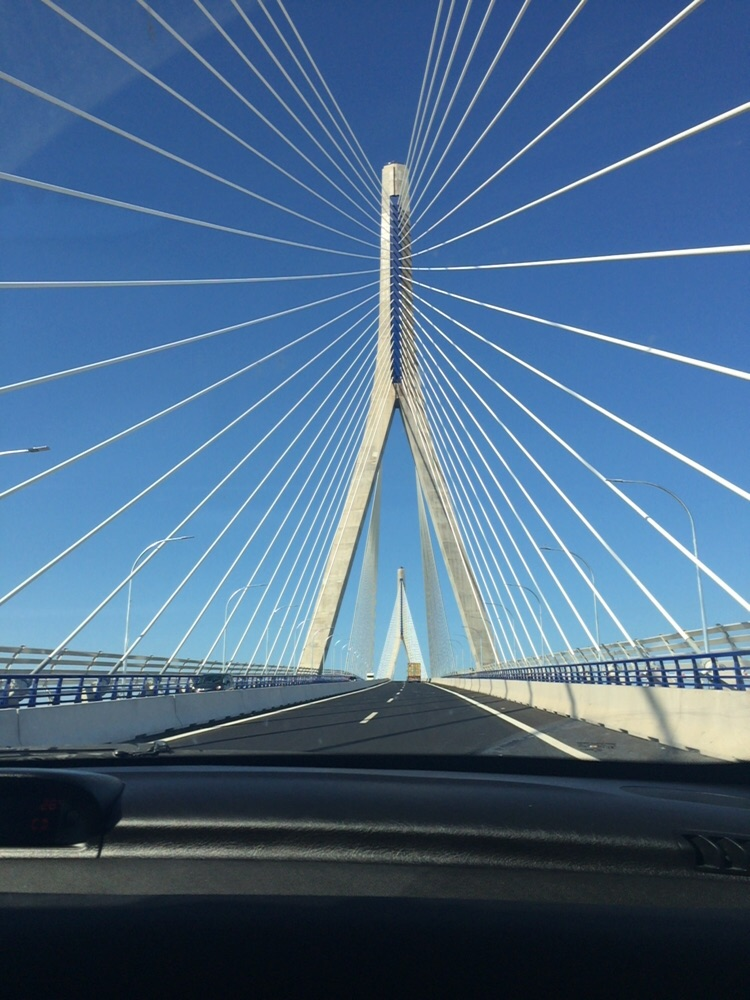
Tirantes del puente
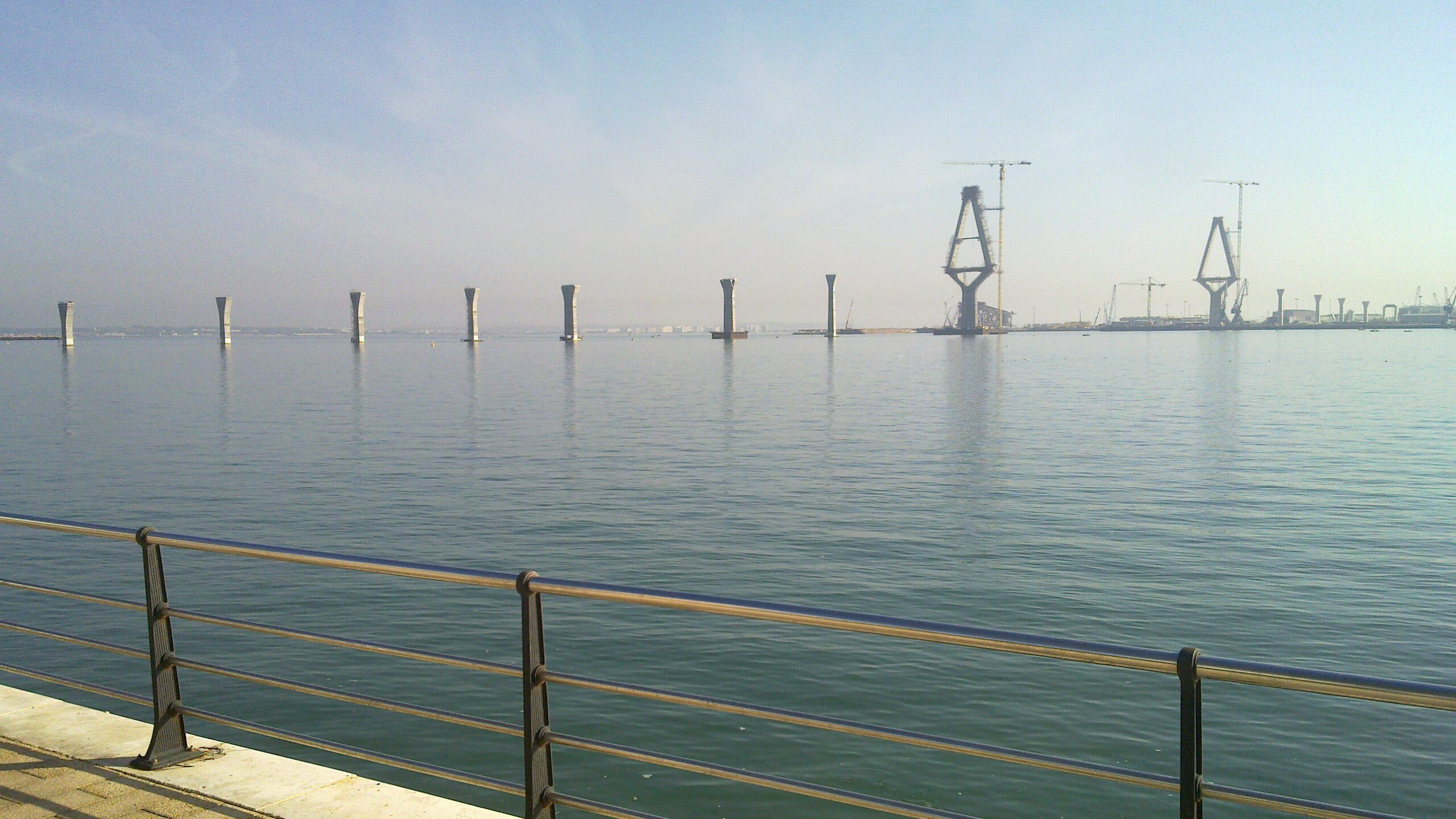
Pilares sin el tablero en el acceso a Cádiz
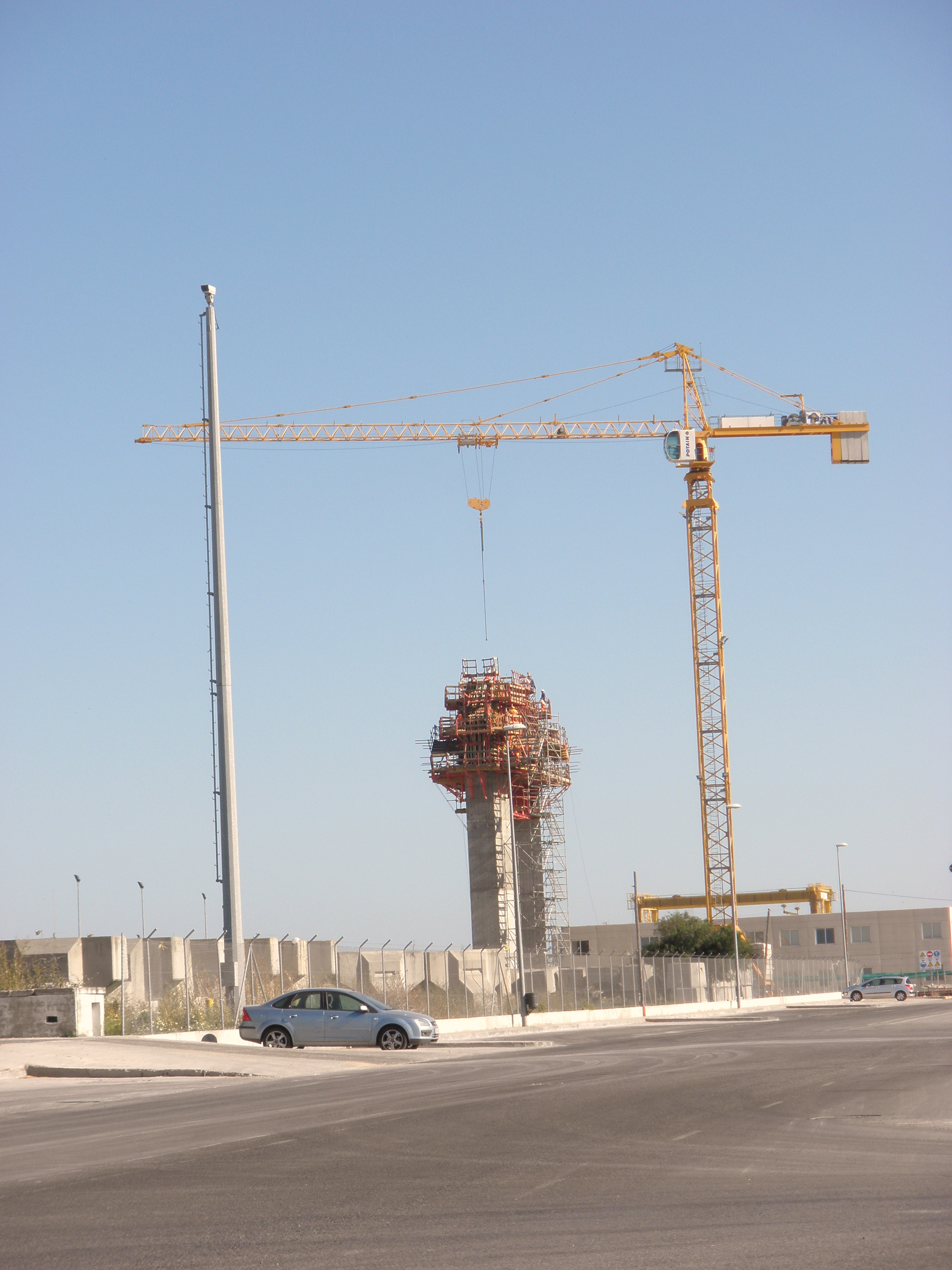
Ejecución de uno de los pilares
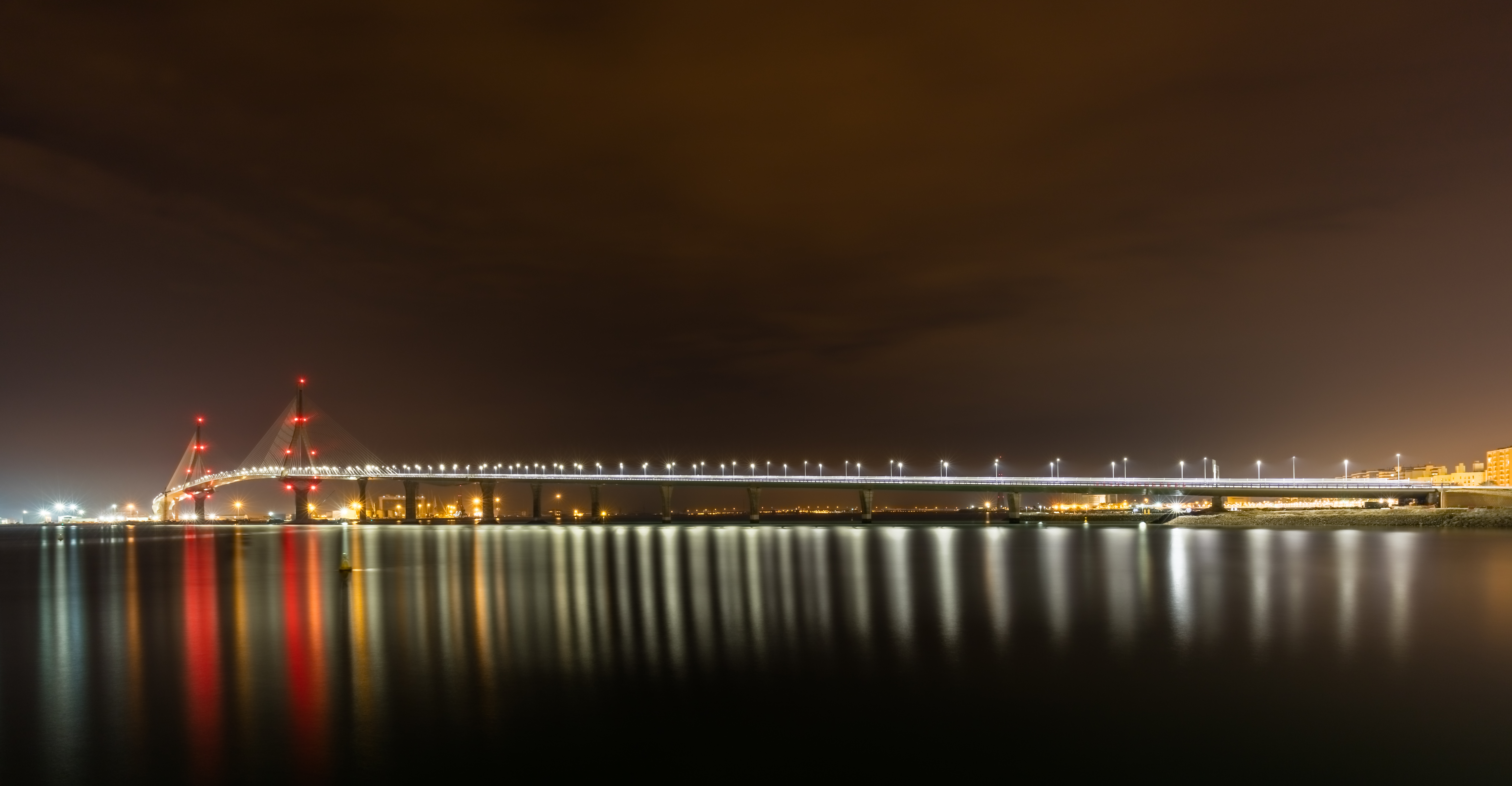
Vista nocturna de todo el puente